# Pieza oscura

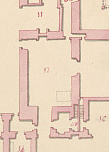
La pieza oscura (13) en una copia del Plan de Gómez de Mora. A su derecha la Galería Dorada, a su izquierda, la Sala de Comedias y debajo la Galería del Mediodía.

La pieza oscura (anteriormente, el Dormitorio del Rey) fue una estancia del Real Alcázar de Madrid, conocida por su valor ceremonial y que formaba parte del cuarto del Rey.

## Historia
La habitación se encuentra dentro del núcleo de habitaciones comprendido en las reformas que Carlos I mandó realizar en alcázar madrileño. Al este de la que sería después pieza oscura, Carlos I mandó construir la sala de la Emperatriz, estancia principal de sus reformas, de grandes dimensiones y utilizada para los festejos cortesanos.
Posteriormente, la construcción de una nueva fachada sur por parte de Gómez de Mora hizo que la habitación perdiera sus ventanas a la parte sur, al pasar a situarse tras la Galería del Mediodía. Es entonces cuando pasa a estar iluminada con ventanas en la parte superior de la estancia que reciben luz por encima del vecino corredor del patio del Rey. Es en este momento cuando comenzó a llamarse pieza oscura (o también; pieza obscura o pieza escura)
En 1626, dentro del Plano de Gómez de Mora, era llamada dormitorio del Rey.  El rey contaba también con una alcobilla (verdadero dormitorio) que se encontraba dentro de la parte de su cuarto, situado en el primer piso de la Torre Dorada, en el ángulo sudoeste del alcázar y situada cerca de la propia pieza oscura.

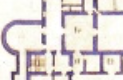
La pieza oscura (10), a principios del en un plano de Teodoro Ardemans de 1705.

Entre 1640 y 1641 fue chapeada en jaspe de San Pablo por el maestro de obras Juan de Aguilar. En este momento se realizaron otros cambios estructurales en la pieza oscura y la Galería dorada, situada al oeste de la primera. Estos cambios se llevaron a cabo para dar mayor luz a la pieza oscura, así como para comunicar la galería dorada con la Torre Dorada.
Posteriormente, dejaría de ser dormitorio del rey  para convertirse en una habitación de carácter más ceremonial en que el monarca consultaba con el presidente del Consejo de Castilla los viernes, recibía audiencias de presidentes de los distintos consejos. En 1626 contaba con una cama de respeto, que hacía que fuera conocida como Dormitorio del rey.

## Descripción
Se trata de una habitación situada en el ángulo sudoeste del patio del Rey del Alcázar, enclavada dentro del conjunto de habitaciones conocidas como cuarto del Rey.
Esta estancia estaba comunicada con otras:
- Al oeste, con la Galería dorada.
- Al sur, a través de un corto pasillo, con la Galería del Mediodía.
- Al este, con la Sala de Comedias o Galería de la Emperatriz.
- Al norte, a través de un pasillo, con distintas habitaciones de pequeño tamaño. Estas últimas eran descritas en el Plano de Gómez de Mora como:
  - 31. - Cuarto de paso y armarios.
  - 32. - Apossento donde se ponen las mesas de la parada y bianda.
  - 33. - Retrete.
  - 34.- Guardarropa del Rey y de su hermano el infante don Carlos.

Tuvo una decoración distinta a lo largo de su existencia, destacando:

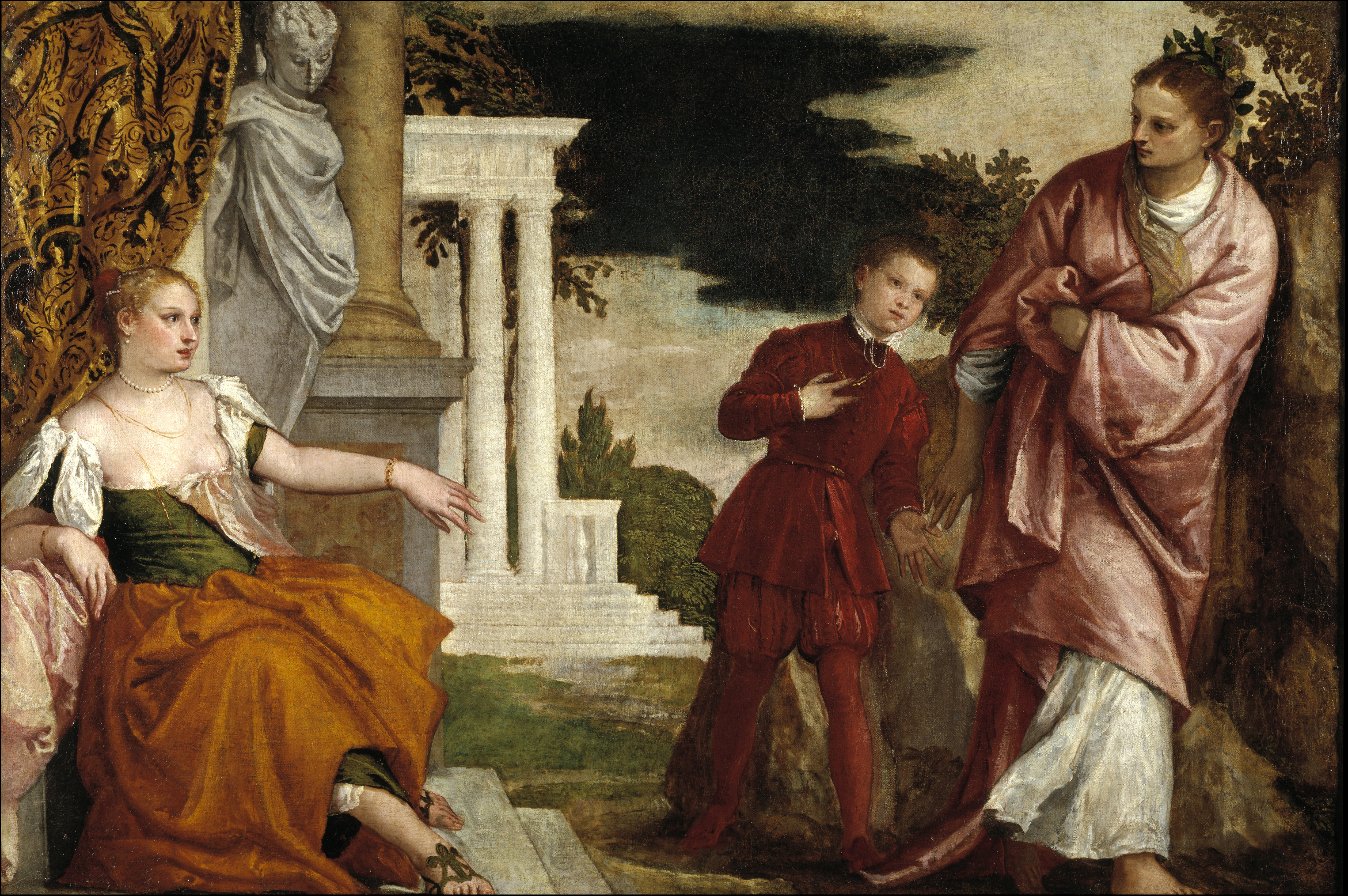
Un joven de la familia Sanuto elige la Virtud frente al Vicio, obra de Veronés, que colgó en la Pieza oscura entre 1666 y 1734.

- Un joven de la familia Sanuto elige la Virtud frente al Vicio, obra de Veronés, que colgó en la Pieza oscura entre 1666 y 1734.Según el inventario de 1666, contaba con pinturas como Un joven de la familia Sanuto elige la Virtud frente al Vicio, de Veronés (hoy en el Museo del Prado) o distintos retratos de mujeres flamencas.
- En 1686, según inventario de ese año, estaba decorado por pinturas entre las que se encontraban: Alejandro Magno mantando el león, de Rubens; o La familia de Caín errante, de Veronés. En este momento se decoraba la pieza con dos bufetes de asta negra.

Desde el aspecto ceremonial, tenían entrada hasta esta pieza los mayordomos de semana del rey. Solo podían seguir hacia las estancias interiores el mayordomo de semana que estuviera de servicio y el más antiguo de entre ellos.
En el Plano de Gómez de Mora se representa bajo el número 12.

## Galería

Obras que decoraban la Pieza oscura
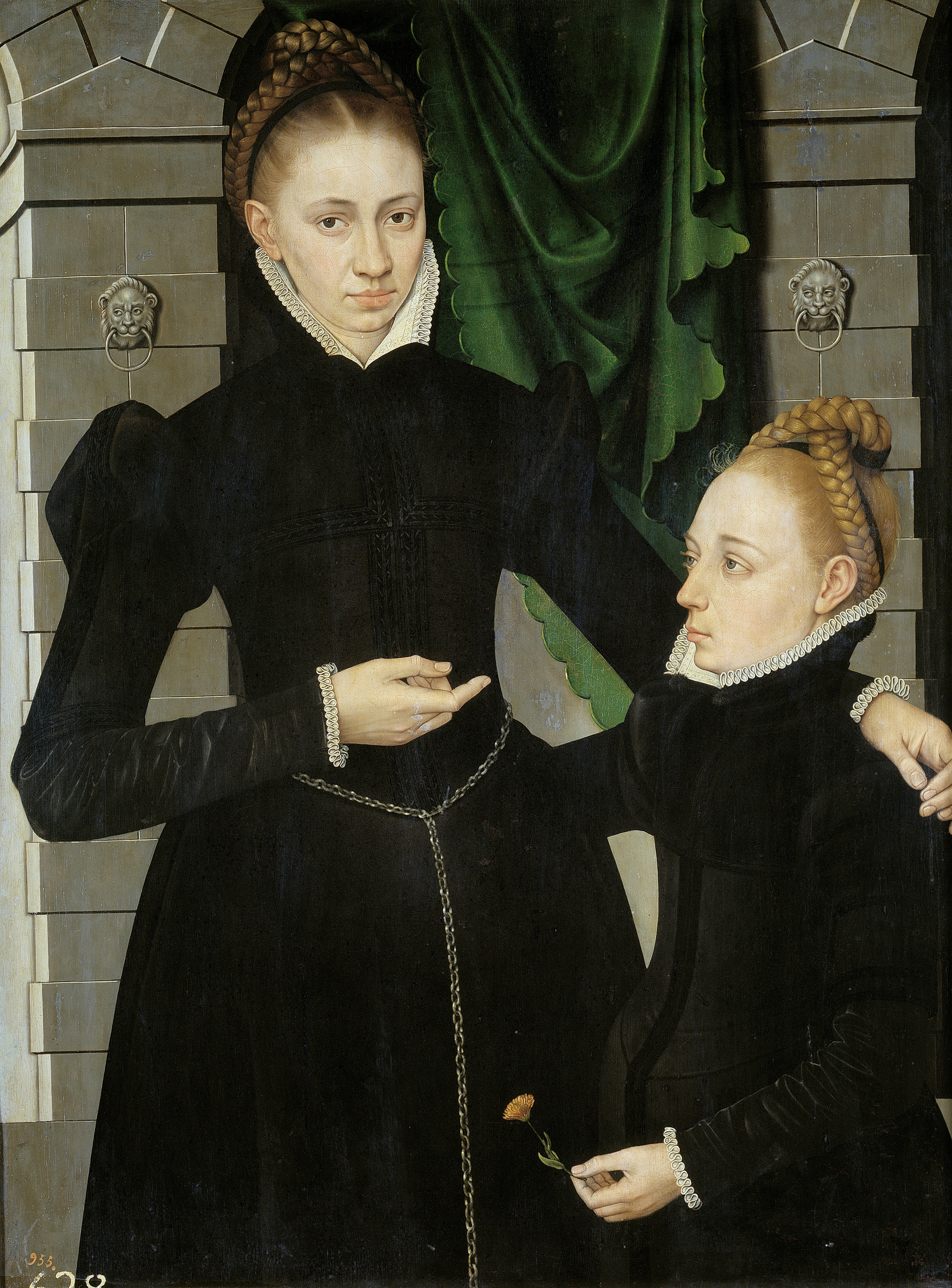
Retrato de una dama y una niña por Adriaen van Cronenburg.
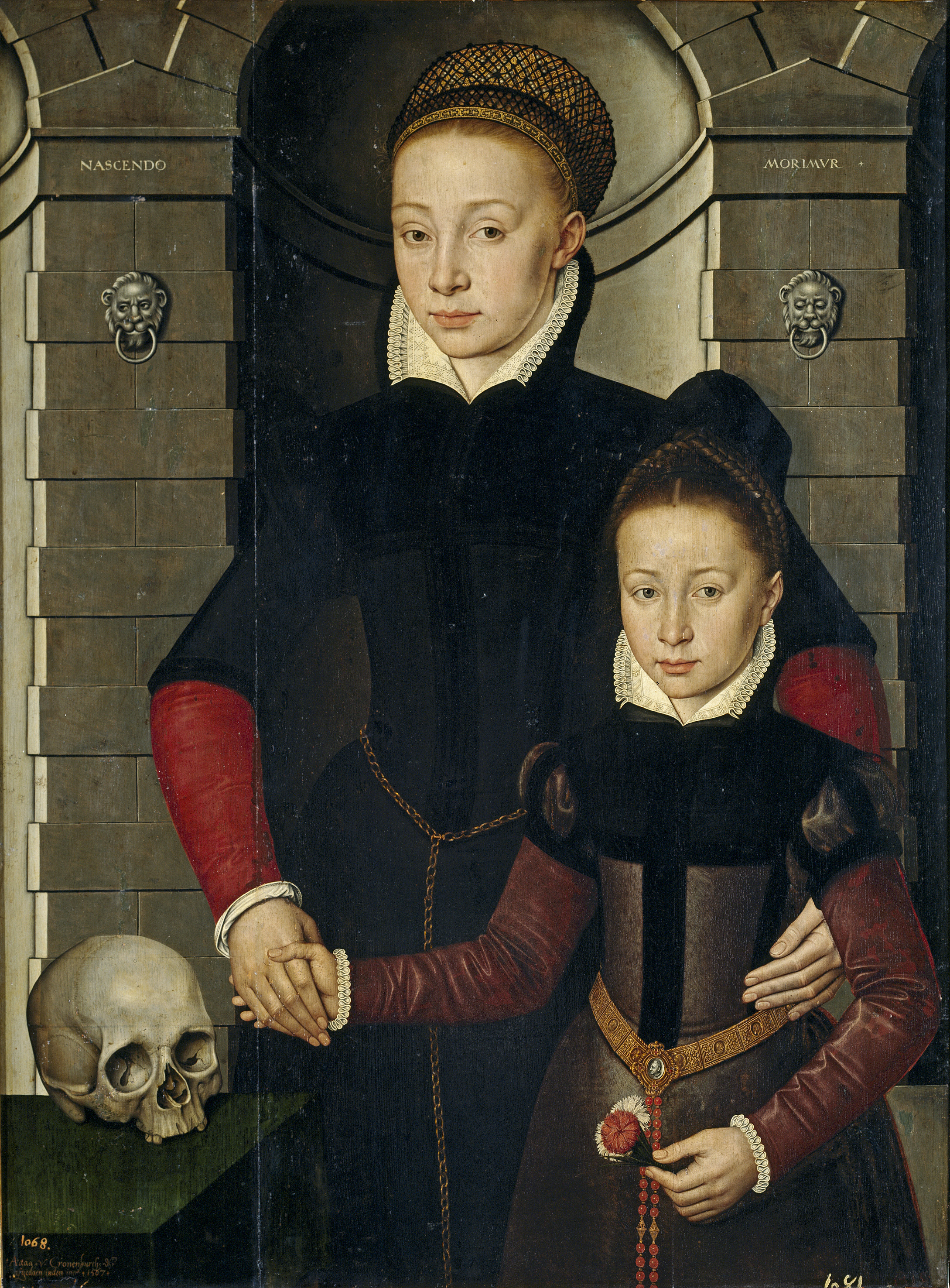
Retrato de una dama y una niña llevando tres flores por Adriaen van Cronenburg.
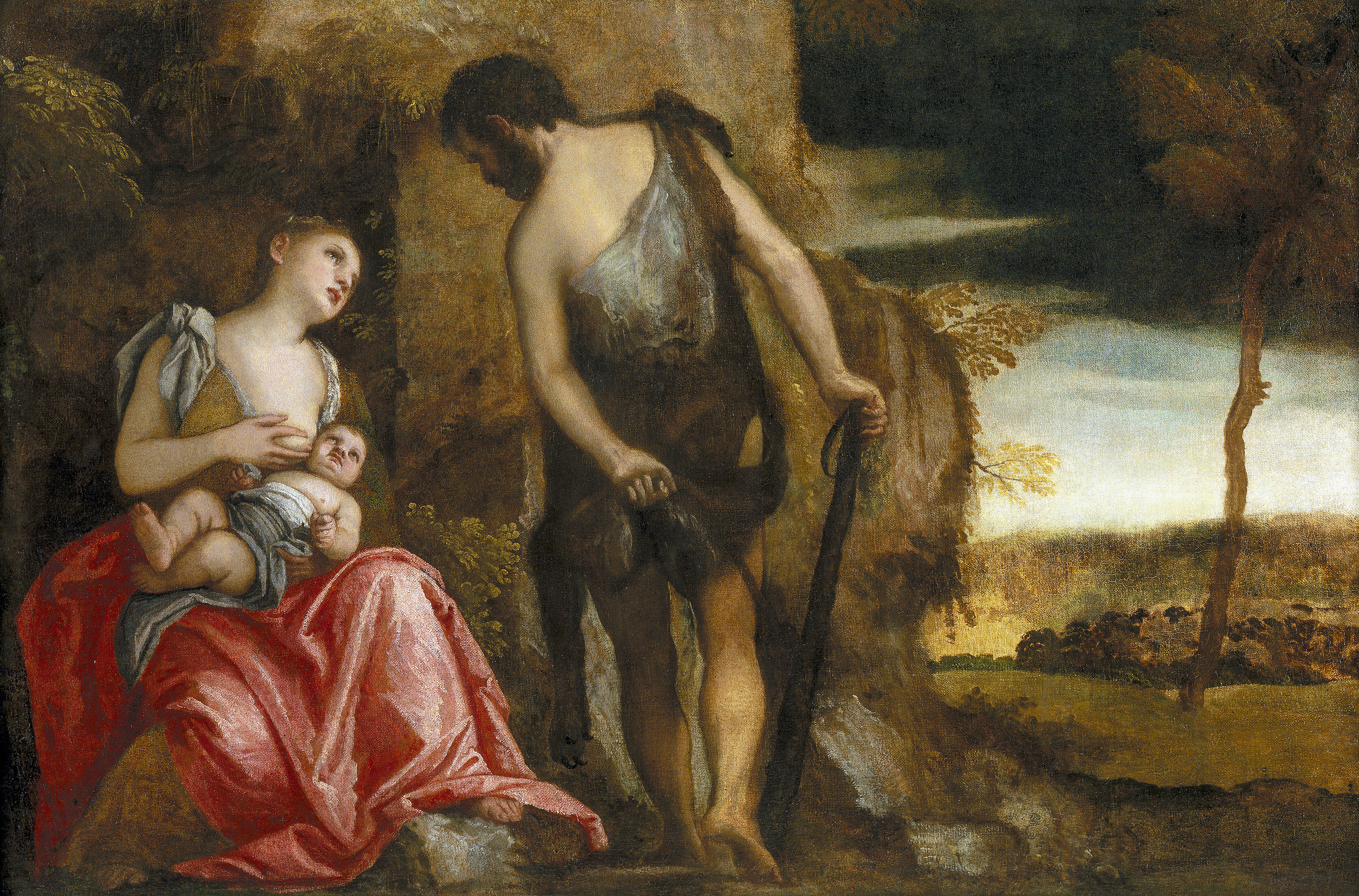
La familia de Caín, por Veronés.